# 칠레 와인

남아메리카 코노 수르의 칠레 지역

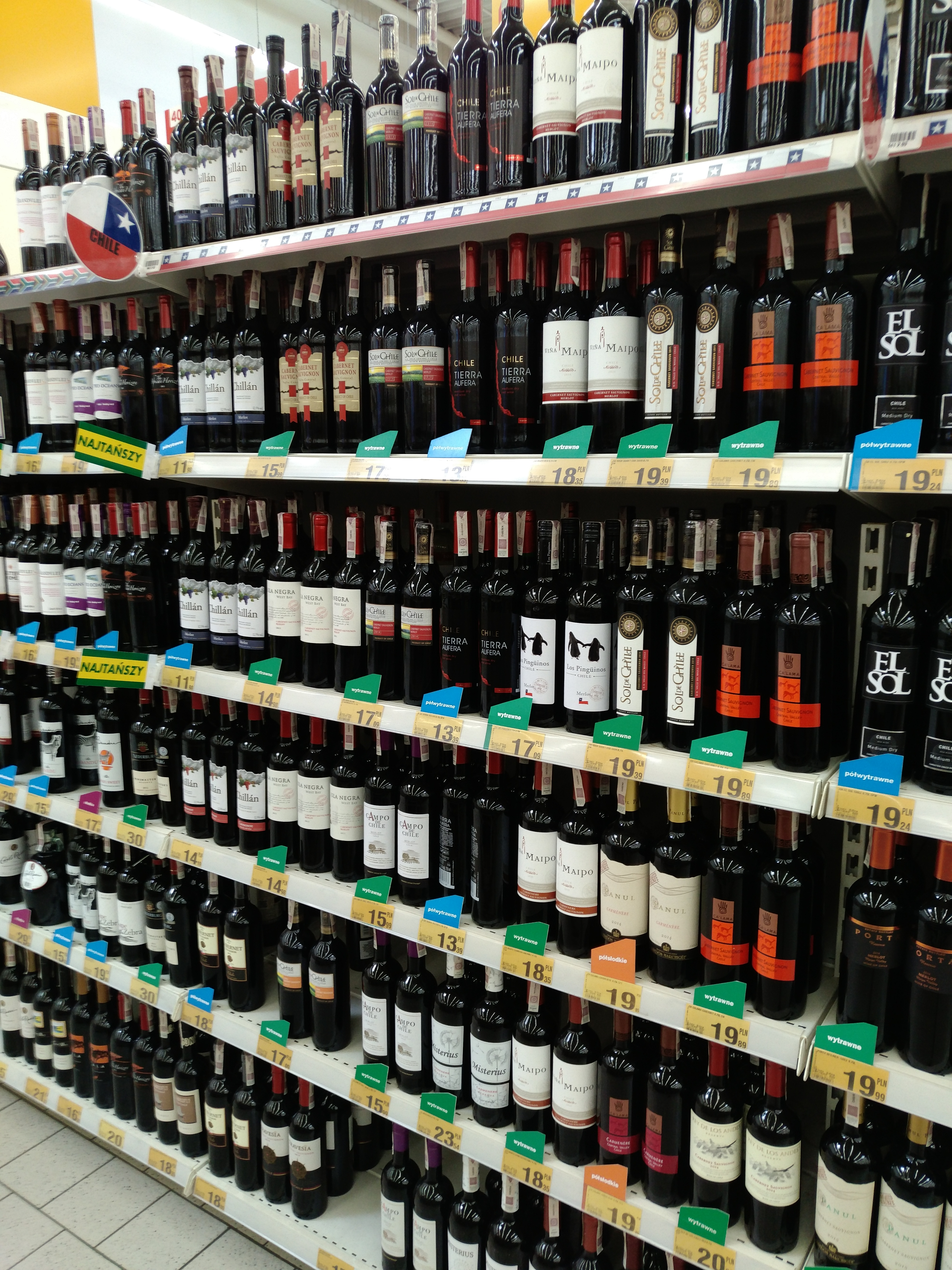
칠레의 포도주

칠레 와인(Chilean wine) 또는 칠레 포도주는 신세계 와인 지역에서 긴 역사를 지니고 있는데, 16세기에 스페인의 콩키스타도르들이 식민지 시기에 포도 종을 들여왔다. 19세기 중순에 프랑스 와인 변종들(예: 카베르네 소비뇽, 메를로, Carmenère, 카베르네 프랑)이 유입되었다. 1980년대 초에 스테인리스강 발효 탱크의 도입과 포도주 숙성을 위한 오크통의 이용으로 인해 르네상스가 시작되었다. 포도주 수출은 포도주 생산량의 증가와 함께 빠르게 성장했다. 와이너리의 수는 1995년 12곳에서 2005년 70곳 이상으로 증가했다.

## 같이 보기
- 포도주 양조